# Pentridge
Pentridge – wieś w Anglii, w hrabstwie Dorset, w dystrykcie (unitary authority) Dorset, w civil parish Sixpenny Handley and Pentridge. Leży 46 km na północny wschód od miasta Dorchester i 141 km na południowy zachód od Londynu. W 2011 civil parish liczyła 195 mieszkańców. Pentridge jest wspomniana w Domesday Book (1086) jako Pentric.